# 阿拉曼斯縣
阿拉曼斯县（英語：Alamance County）是美国北卡罗来纳州中北部的一個縣，面積1,126平方公里。根据2020年美國人口普查，共有人口17萬1,415人。縣治葛蘭姆（Graham）。該縣成立於1849年1月29日，縣名紀念殖民地時期總督威廉·崔恩鎮壓北卡羅來納改革者運動的阿拉曼斯戰役 （其名源於大阿拉曼斯溪，在印第安語言意的意思為「藍色粘土」）。